# ヴィクトール・フランツ・ヘス
ヴィクトール・フランツ・ヘス（Victor Franz Hess、1883年6月24日 - 1964年12月17日）は、オーストリア生まれで、後にアメリカ合衆国に移住した物理学者である。1936年、宇宙線を発見した功績でノーベル物理学賞を受賞した。英語名はヴィクター・フランシス・ヘス（Victor Francis Hess）。

## 生涯
オーストリアのシュタイアーマルク州ペッガウの近郊で生まれた。1910年にグラーツ大学で学位を得た。ウィーン大学などで放射線の研究を行った。当時検電器に蓄えられた電荷が自然放電するのは、地球内部からの放射線によるものと考えられていたが、1912年、ヘスらは気球に乗って高度と放射線の強さの関係を測定した。上空に行くほど放射線強度が増加することを見出して、放射線が宇宙起源であることを示した。この功績で1936年のノーベル物理学賞を受賞した。1919年からグラーツ大学の非常勤教授となった。数年アメリカで研究した後1925年にグラーツ大学の常勤教授、1931年にインスブルック大学教授になったが、ナチスの台頭を嫌い、1938年にアメリカへ渡ってニューヨークのフォーダム大学の教授となった。1944年にアメリカの市民権を得た。1964年にニューヨークで没した。